# Diallactia fulvus
Diallactia fulvus är en tvåvingeart som beskrevs av Boris Mamaev 1966. Diallactia fulvus ingår i släktet Diallactia och familjen gallmyggor.
Artens utbredningsområde är Ukraina. Inga underarter finns listade i Catalogue of Life.